# チャーガ
チャーガ（chaga、ロシア語「ча́га」のラテン語化）、カバノアナタケ（Inonotus obliquus）は、タバコウロコタケ科に属する菌類である。主に北半球の寒冷地に分布し、白樺やその他の樹木に寄生する。
無性世代で形成される塊（菌核）は不規則な形状で、黒焦げの木炭のような外観を持つ。この菌核は子実体ではなく、メラニンを多量に含む菌糸の塊である。
伝統的に民間療法で使用されてきたが、がんを含む様々な病気への治療効果を支持する科学的根拠は現時点では存在しない。

## 生態と形態
主に北半球の寒冷地域に分布し、特に白樺の樹木に寄生する。胞子は宿主樹木の傷口、特に枝の切り株など不完全に治癒した部分から侵入する。この菌は宿主の心材に白色腐朽を引き起こし、感染した樹木内で10年以上から80年以上にわたり腐朽を進行させる。
感染サイクル中、菌糸体の侵入は主に無精性の菌糸体の周辺部分で見られる。宿主が生きている間は黒い外側の菌核（コンク）のみが形成され、有性段階は感染によって樹木またはその一部が枯死した後に始まる。有性子実体は樹皮下で生成され、最初は白色で時間とともに茶色へ変化するが、この性段階はほぼ樹皮下で進行するため視認されることは稀である。これらの子実体は担子胞子を生成し、他の脆弱な樹木へ感染を広げる。
菌核（チャーガとして知られる外部菌糸塊）は幅10 - 25cm、基部の硬い部分は長さ5 - 50cmに達する。

## 化学成分
黒い菌核にはメラニンが高濃度で含まれている。またシュウ酸を極めて高濃度（100gあたり2800 - 11200mg）含有しており、これは生物中でも最も高濃度とされている。

## 類似種
類似の種には、Apiosporina morbosa、Diplodia tumefaciens、Echinodontium tinctorium、Fulvifomes、Fomitiporia属の種がある。

## 分布と生息地
北半球の環北極地域で最も一般的に見られ、白樺の森に分布している。主に白樺（カバノキ属）上で生育するが、ハンノキ（ハンノキ属）、ブナ（ブナ属）、ポプラ（ポプラ属）などにも生育することがある。

## 栽培
天然資源の枯渇が進んでいるため、科学者たちは野生のチャーガに代わる栽培品の開発を模索している。この菌をポテトデキストロース寒天培地やその他の人工培地で栽培する試みは、代謝産物の生成量が減少し、大きく異なる特徴を示した。栽培されたチャーガは、特にラノステロール（エルゴステロールとラノスタン型トリテルペンの合成中間体）をはじめとする植物ステロールの生成量が減少した。

## 一般名
「チャーガ」という名称は、この菌類のロシア語名「チャガ(ча́га）」に由来する。この言葉はウラル山脈西部、カマ川流域の先住民言語であるコミ語の「тшак」（キノコを意味する）から借用されたものである。他にも、「クリンカー多孔菌」「シンダーコンク」「ブラックマス」「バーチキャンカー・ポリポア」などの名称で知られている。イギリスやカナダでは「白樺の無精性コンク幹腐病」として知られている。
学名はInonotus obliquusであり、日本ではシベリア霊芝とも呼ばれることがある。

## 利用法

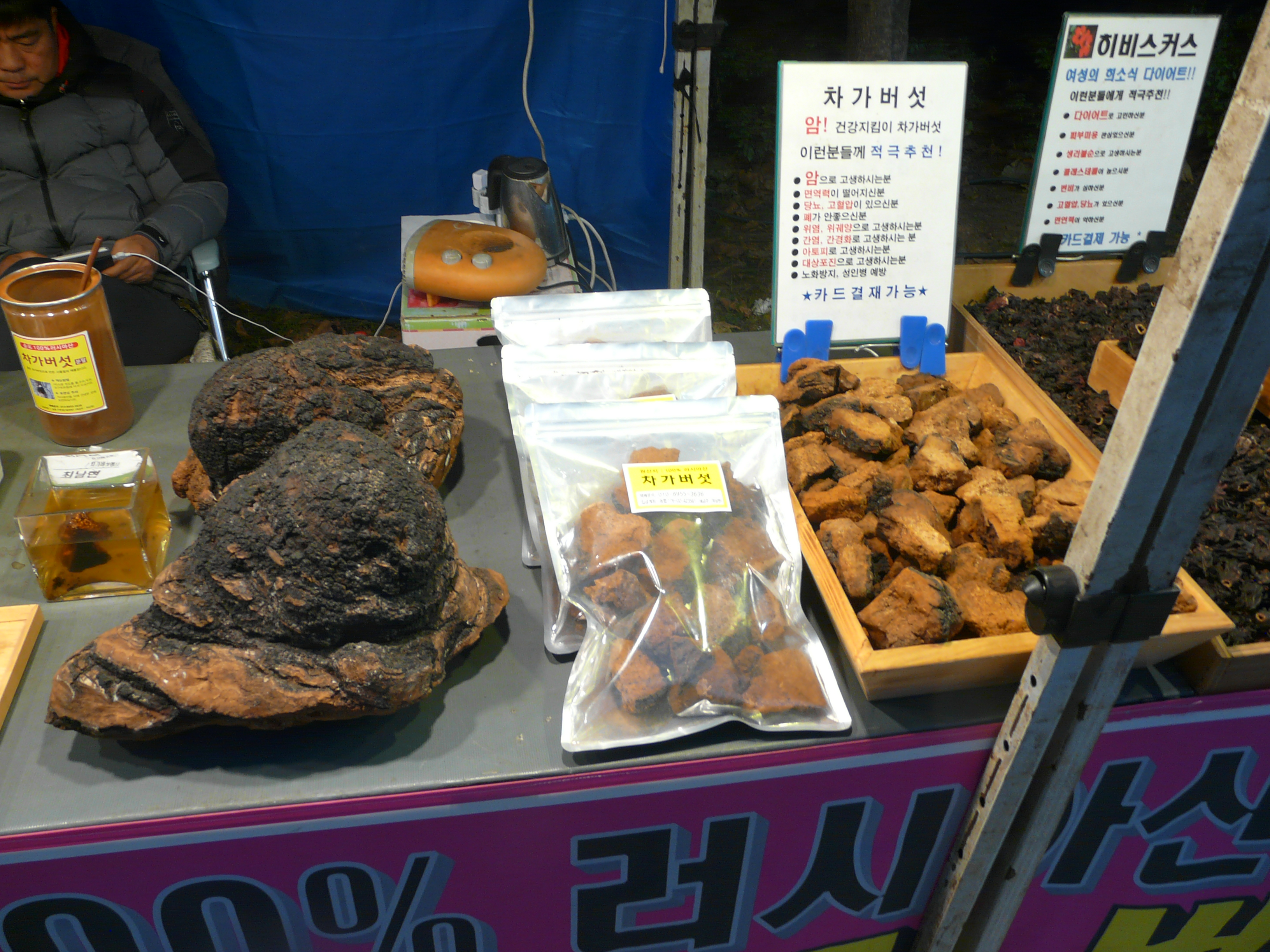
韓国の市場で販売されているチャーガ製品

伝統的に粉末状にすりつぶされ、中国茶のような風味の飲料やコーヒーとして使用されてきた。しかし、チャーガには極めて高濃度のシュウ酸が含まれており、長期的な使用は腎臓への負担や健康リスクを引き起こす可能性があるため注意が必要である。
一般的な利用法として、チャーガの塊を水で煮詰めて濃縮した抽出液を作る熱水抽出法が用いられる。この抽出物は中国や日本で生産され、世界中に輸出されている。純粋な抽出物には約35％のβ-D-グルカンが含まれることもある。家庭でチャーガ茶を作る際には、チャーガの塊を複数回再利用することが可能である。
15世紀からロシアの民間療法で使用されており、カレリア共和国、シベリア、バルト諸国、フィンランドなどでは、がん治療のためのお茶として利用されていたとされている。ロシアでは抗腫瘍や抗胃炎薬としても使用されており、1968年に発表されたアレクサンドル・ソルジェニーツィンの自伝的小説『がん病棟』ではチャーガによるがん治療が描かれている。
ポタワトミ族は、この菌を「shkitagen」と呼び、火を起こすための着火材として使用していた。ポタワトミ族の生物学者ロビン・ウォール・キマラーによれば、「一度火種がshkitagenに触れると、菌糸体の中でゆっくりと燃え続け、熱を保持する。どんなに小さな火花でもshkitagenの塊に触れると保持され、育まれる」と述べている。

### 科学的研究と医療的価値
歴史的研究
1950年代、ソビエト連邦ではチャーガの薬理学的可能性に関する大規模な研究が開始された。M.P.ベレジナらは、マウス移植腫瘍モデル（MOP細胞）を用いた実験で、治療群44匹中31匹の腫瘍消失を報告した。この結果を受け、1955年にチャーガ製剤がソビエト連邦国家薬局方に登録された。この製剤は末期がん患者の症状緩和を目的として使用が許可されたが、腫瘍そのものへの治療効果は認められていなかった。
現代の科学的評価
2000年代以降、中国と日本で再び研究が活発化した。しかし、その大半は試験管内（in vitro）実験や動物実験に基づいていおり、ヒトを対象とした臨床試験は実施されていない。
メモリアル・スローン・ケタリング癌センターは、チャーガの安全性や病気予防効果について調べた臨床試験が存在しないとしており、「あらゆる疾患に対する有効性の証拠不十分」としている。
NetCE（医療専門家向けの継続教育サイト）も、「チャーガをあらゆる症状に使用することを支持する十分な証拠は現在存在しない」と明記しており、WebMDも同様に「安全性や有効性について十分な研究が行われていない」と述べている。

### 安全性
高濃度のシュウ酸を含むため、シュウ酸腎症や末期腎疾患などの副作用が報告されている。また、試験管内や動物実験の結果に基づき、血液凝固の阻害や低血糖、自己免疫疾患の症状悪化のリスクが指摘されている。
BCドラッグ・ポイズン情報センターによると、2014 - 2016年にかけて商業的なチャーガ茶の摂取と関連した可能性のある5件の健康被害が報告されており、その中には肝炎、腎不全、徐脈などが含まれていた。

### COVID-19に関する効果と規制
新型コロナの流行時、「コロナに効く」とする話が広まった。
アメリカ食品医薬品局（FDA）は、2020年8月6日に発行した警告書で、チャーガ製品がCOVID-19の予防や治療に効果があるとする誤解を招く宣伝を問題視した。これらの製品は未承認医薬品として扱われており、安全性や有効性を裏付ける信頼できる科学的証拠が存在しないとされている。
2021年、日本の消費者庁は新型コロナ関連の虚偽表示で43事業者に改善要請を行った。問題となった表示には、「コロナ対策に！チャーガ茶、世界的な研究施設が『新型コロナに効く』と認めたキノコ」などが含まれていた。消費者庁は、「詐欺や国民の気持ちにつけこむような商法は認められない」と説明している。
国立健康・栄養研究所は、「新型コロナ 感染予防によいと話題になっている食品・素材について」というページを設け、チャーガについては、「現時点において、インフルエンザなどに対する予防効果を検討した報告は見当たらない」と述べている。この記述は、アメリカ国立医学図書館が作成した信頼性の高いデータベースを用いた調査結果に基づいている。また、新型コロナウイルス感染症に対する効果があるといった誤った健康情報が流布される危険性についても注意喚起されている。

## 市場規模
市場規模は年間6.9 - 7.4%の成長率で拡大しており、2022年時点で9億1230万米ドルに達している。2023年現在、チャーガおよびそのサプリメントは、米国、カナダ、ヨーロッパ諸国で最も需要が高い。